# Новий фемінізм
Новий фемінізм — релігійна доктрина з елементами фемінізму, заснована Папою Іваном Павлом II, сфокусована на материнстві, шлюбі та розмноженні. Новий фемінізм підкреслює роль жінок як матерів, цінність гетеросексуального шлюбу і дітонародження, протистоїть контрацепції, абортам, екстракорпоральному заплідненню та використанню стовбурових клітин ембріонів.
Це пояснюється через філософію взаємодоповнюваності жінок і чоловіків, а не на вищості чоловіків над жінками чи жінок над чоловіками, повагу до людей від зачаття до природної смерті. Як форма фемінізму відмінностей, підтримує ідею про те, що чоловіки та жінки мають різні сильні сторони, перспективи та ролі, водночас виступаючи за рівну цінність і гідність обох статей. Серед основних концепцій — те, що біологічні відмінності є важливими і не ставлять під загрозу рівність статей. 
Жінки проголошуються особистостями, які мають таку ж цінність, як і чоловіки, і що в соціальному, економічному та правовому сенсі вони повинні бути рівними, визнаючи при цьому відмінності між статями.

## Історія терміна
Спочатку термін використовувався в Британії в 1920-х, щоб відрізнити нових феміністок від традиційного основного суфражистського фемінізму. Ці жінки, яких також називають феміністками соціального забезпечення, були особливо стурбовані материнством, як і їхні протилежниці в Німеччині того часу, Гелен Штекер та її Bund für Mutterschutz. Нові феміністки вели рішучу кампанію на користь таких заходів, як сімейна допомога, яка виплачувалася безпосередньо матерям. Вони також значною мірою підтримували захисне законодавство в промисловості. Головною прихильницею цього була Елеонор Ратбоун із товариства суфражисток-наступниць, Національного союзу товариств рівного громадянства.
Новим феміністкам протистояли головним чином молоді жінки, особливо ті, що належали до Групи шести пунктів, особливо Вініфред Голтбі, Віра Бріттен і Дороті Еванс, які вважали це ретроградним кроком до ідеології окремих сфер XIX століття. Вони були особливо проти захисного законодавства, яке, на їхню думку, на практиці було обмежувальним, не дозволяло жінкам отримати краще оплачувану роботу під приводом міркувань здоров'я та добробуту.

### Сучасне використання
Термін був відроджений феміністками закликом Папи Івана Павла II до «нового фемінізму», який відкидає спокусу наслідування моделей «чоловічого домінування», щоб визнати та підтвердити справжній геній жінки в кожному аспекті життя суспільства і подолати будь-яку дискримінацію, насильство та експлуатацію… «Примирити людей із життям». Іван Павло II пов'язує новий фемінізм захисту життя, захисту особи з жіночим генієм, визначеним у його апостольському листі 1988 року «Mulieris Dignitatem», або «Про гідність і покликання жінки». У розділі 30 цього листа Іван Павло II назвав жінок такими, що мають «геній, який їм належить», і закликав їх використовувати його, щоб відновити «чутливість до людей у будь-яких обставинах». Жінки є матерями та опікунками, а також учасницями всіх сфер людської діяльності. Він описує «жіночий геній» як такий, що включає емпатію, міжособистісні стосунки, емоційну здатність, суб'єктивність, спілкування, інтуїцію та персоналізацію. У суперечливому розділі 24 цього листа Іван Павло II захищає рівність жінок і стверджує, що чоловіки та дружини повинні взаємно підкорятися одне одному.
Іван Павло II розпочав теологічно обґрунтоване підтвердження інтегральної гендерної комплементарності на своїх аудієнціях по середах між 1979 і 1984 роками, у тому, що тепер узагальнено як Теологія тіла. У цій праці він описує свою віру в те, що чоловіки і жінки формуються як взаємодоповнюючі людські істоти заради того, щоб любити і бути коханими.
Іван Павло II продовжив заклик до жінок стати захисницями гуманності у своєму Апостольському листі до жінок перед Пекінською жіночою конференцією 1995 року.
З тих пір жінки, зацікавлені в захисті інтересів особистості, разом зі своїми колегами-чоловіками, розвивають «персоналістичний фемінізм», як описала Пруденс Аллен фемінізм, до якого закликав Іван Павло II. Жінки також розвивають новий фемінізм як філософську теорію про статеву взаємодоповнюваність. Вони погоджуються з тим, що рівність з чоловіками в їхніх професійних і соціальних можливостях не вимагає заперечення їхніх фізичних відмінностей як жінок, а також важливості бути матір'ю, як фізично, так і духовно.

## Теорія

### Інтегральна взаємодоповнюваність статей
Хоча греки визнавали можливість взаємодоповнюваності статей, систематичний розвиток цієї філософії особистості не розпочався до Августина з Гіппона, який визнав наслідки християнської доктрини воскресіння. Першою з західних філософів, хто сформулювала повну теорію комплементарності статей, була Гільдеґарда Бінгенська, бенедиктинська черниця XII століття. Її досягнення незабаром були поховані Арістотелівською революцією XIII століття та відсутністю вищої освіти для жінок у наступні століття.
Філософські розробки в концепції інтегральної комплементарності статі були популяризовані на початку XX ст. двома учнями Едмунда Гуссерля: Дітріхом фон Гільдебрандом і Едіт Штайн. Фон Гільдебранд виступав проти «жахливого антиперсоналізму» свого часу, заявляючи, що саме «загальна відмінність у природі обох уможливлює… справжні взаємодоповнюючі стосунки». Штайн відновила метафізику Томи Аквінського, щоб стверджувати, що різниця в тілах є різницею в дусі, що душа не є одностатевою. Аргумент Штайн критикували за неврахунок того, що нематеріальність людської душі перевищує обмеження тіла, як стверджує Аквінський. На нові феміністичні теорії також вплинули рухи персоналістів і феноменології початку XX століття.
Інтегральна взаємодоповнюваність відрізняється від дробової взаємодоповнюваності тим, що вона стверджує, що чоловіки і жінки самі по собі є цілісними особистостями, а разом вони становлять більше, ніж сума їхніх частин. Концепція дробової взаємодоповнюваності стверджує, що чоловік і жінка складають частину особистості. Відповідно до цієї теорії, коли вони об'єднані разом, вони утворюють одну складну істоту.

### Значення тіла
Нові феміністки пропагують розуміння людської особи як людини, створеної за образом і подобою Бога (imago Dei) з метою єдності та сопричастя. Вони бачать чіткі відмінності у способах, якими чоловіки та жінки роблять щирий дар себе через «шлюбне значення тіла», і бачать ці дари як просвітлення таємниць Бога та їхнього власного покликання, місії та гідності.
Інші ідеї, які просувають нові феміністки, включають:
- що різна тілесна будова чоловіків і жінок призводить до різного життєвого досвіду.
- що різні способи, якими чоловіки і жінки дають життя фізично, пов'язані з емоційною, духовною та інтелектуальною схильністю.
- що реалізація жінки означає здійснення материнської турботи, як фізичної, так і духовної. Нові феміністки вважають, що незалежно від того, роблять вони це добре чи ні, жінки фізично створені для того, щоб бути матерями, щоб розвивати життя у своєму лоні.[18] Вони стверджують, що фізична здатність до материнства пов'язана з психологічними, духовними та емоційними характеристиками, які потрібні жінкам, щоб бути матерями.
- що незалежно від того, народжує жінка чи ні, вона має здатність до материнської любові в духовному материнстві.

#### Жіночий геній
Фраза «жіночий геній» використовується для опису генія, який Іван Павло II визначив як належного жінкам, «які можуть забезпечити чуйність до людей у будь-яких обставинах». Він стверджує, що ця чутливість пов'язана з материнством. Роботу щодо розкриття природи цього зв'язку можна знайти в різних антологіях, таких як «Жінки у Христі: до нового фемінізму» (2004) і «Жінка як пророк у домі та світі» (2016). Характеристики цих зв'язків жіночого генія та материнства викликають багато відкритих питань. Наприклад:
Акцент на особіОскільки вони можуть приймати та розвивати життя у своїй утробі, жінки можуть мати особливу відкритість до нової людини — своєї дитини. Це включає здатність об'єднати все людство, тому що всі люди колись були об'єднані зі своїми матерями в утробі. Відкриті питання включають ступінь, до якого приймається рішення вважати кожну людину своєю дитиною, і те, як таке рішення впливає на соціальну політику, мистецтво та людську культуру.
ЕмпатіяЧерез потребу піклуватися про своїх дітей, що розвиваються, у їхніх утробах і немовлятах, турботливі матері, як правило, стають більш співчутливими. Відкритими питаннями щодо цієї характеристики є те, чи є розвиток емпатії фізіологічним чи результатом вибору бути турботливим. Вони також включають оцінку аргументу Едіт Стайн про те, що жінки мають «глибоку потребу ділитися [своїм життям] з іншими і, як наслідок, здатність до безкорисливої любові, до відданості, здатності виходити за межі себе…».
сприйнятливістьТільки жінки створені з фізичною порожнечею всередині себе, здатною прийняти іншу людину і зачати нове життя. Через вагітність жінки дарують себе — своє тіло — щоб інші, їхні діти, могли отримати дар життя. Відкриті питання тут включають співвідношення між сексуальною сприйнятливістю та іншими видами сприйнятливості, наприклад, емоційною, психологічною, духовною, інтелектуальною тощо.
Захист життяЧерез нове людське життя в їхніх утробах жінки мають особливе покликання піклуватися про власних дітей і особливу чутливість до потреб усіх тих, хто не може подбати про себе — слабких, бідних, ізгоїв — усіх тих, чиє життя не оцінюється. Нові феміністки вважають особливу несправедливість, коли жінки підтримують аборти, дітовбивство, дослідження ембріональних стовбурових клітин або екстракорпоральне запліднення. Відкриті питання тут стосуються найкращих способів задоволення потреб жінок і надання підтримки, необхідної для припинення цієї несправедливості та побудови більш гуманного суспільства. Феміністки-персоналістки стверджують, що співпраця чоловіків настільки необхідна для виконання цих завдань, що вони теж повинні бути профеміністами.
Святість і скромністьЖінки мають почуття скромності, щоб захиститися від використання або об'єктивізації цієї святої таємниці. Лише цілковита любов — безумовна відданість і взаємна самовіддача у подружжі — «має здатність поглинати сором людської природи». Ключем до цього захоплення є оцінка сексуальності як втілення людини, яку щиро люблять. Нові феміністки зазвичай виступають проти того, що Рассел Д. Мур назвав «культурою наложниць», коли пари живуть разом і займаються сексом поза шлюбом.
Підтримка чоловіківДозволяючи чоловікам стати батьками, жінки роблять їм великий подарунок. Хоча він і бере участь у батьківстві, чоловік завжди залишається поза процесом вагітності та пологів. Багато в чому жінки полегшують чоловікові батьківство і батьківські навички. Для нових феміністок реалізація маскулінності означає бути батьком, як фізично, так і духовно. Щоб стати фізичним батьком, чоловік повинен віддати свою сперму, щоб створити нове життя. Всі духовні батьки, на думку нових феміністок, мають обов'язок захищати взаємну самовіддачу чоловіка і жінки. Це почуття захисту своїх дружин і сімей також закладено у фізичних можливостях чоловіка, у більшій фізичній силі чоловіків, загалом кажучи, а також у їхній психологічній потребі відчувати себе компетентними і здібними. Тут є багато невирішених питань, зокрема способи, якими жінки сприяють батьківству, обґрунтування твердження, що батьківство є ключовим для самореалізації чоловіків, і способи, якими батьківство зображене в Трійці та Христом.
Існує суперечка, оскільки не всі нові феміністки приймають аргумент Івана Павла II у розділах 23-24 Mulieris Dignitatem про те, що згідно з Буття 1:27 і Ефесянам 5:21, чоловік і дружина повинні взаємно підкорятися. Наприклад, у східному православ'ї духовне батьківство означає духовне священство — жертву тіла і крові людини для освячення світу. Саме тому, що Ісус віддав своє тіло і кров як жертву для своєї Церкви і як дар Церкві у формі Євхаристії, можна було зачати нове духовне життя. «Чоловік є „головою“ своєї дружини не для того, щоб погладити власне его, а для того, щоб віддати своє тіло заради неї» і таким чином створити нове життя. Як хранителям Євхаристії, людям довірено тіло і кров Христа. Усім чоловікам, неодруженим чи одруженим, довірена жінка — тіло Церкви. «Вона є їхньою Євхаристією».

#### Нові феміністичні позиції
Розрізнення, а не дискримінація
«Дискримінація — це зло, але розрізнення — це Божий задум». Нові феміністки стверджують, що чоловіки та жінки різні і ця відмінність впливає на те, як вони живуть, про що вони піклуються, а також на їхні сильні та слабкі сторони. Жінки можуть виконувати своє професійне покликання, діючи як духовні матері в будь-якій професії: як дружина, мати, богопосвячена жінка, робітниця-професіоналка або самотня жінка. Відмінності між статями ніколи не повинні використовуватися для односторонньої дискримінації, за винятком випадків, коли завдання залежить від особи певної статі, наприклад, жінки народжують і лише чоловіки можуть бути священиками в Католицькій і Східній Православній Церквах.
Шлюб як спілкуванняНові феміністки вважають шлюб взаємною самовіддачею осіб у вільному, повному, вірному та плідному сопричасті. Це означає, що шлюб — це більше, ніж «партнерство»; це спільнота осіб.
Свято родини та домуНові феміністки стверджують, що справжній фемінізм стосується не лише жінок, а й сім'ї — як індивідуально, так і колективно в Церкві та людстві. Сім'я є основоположним осередком суспільства, але багато жінок не мають вибору залишатися вдома зі своїми дітьми через соціальний, економічний чи політичний тиск. Робота жінок як матерів і вдома повинна оцінюватися як добра сама по собі.
Любов і служіння, а не влада, панування чи озлобленістьПриголомшені тим, що вони вважають озлобленістю, ненавистю чи відплатою багатьох феміністок проти чоловіків чи інших жінок за поточну або минулу несправедливість, нові феміністки стверджують, що чоловіки та жінки повинні співпрацювати одне з одним у міжособистісному спілкуванні. Це означає віддавати себе у взаємному служінні та любові.
Справжня свобода пам'ятає мету, включаючи обов'язки, а також праваДля того, щоб чоловіки та жінки були справді вільними, нові феміністки стверджують, що вони повинні шанувати Творця та любити відповідно. Таким чином, філософія та релігія є важливими компонентами в пошуку того, як чоловіки та жінки повинні і повинні діяти заради «вищої істини чи добра», а не лише того, як вони хочуть або можуть діяти. Нові феміністки стверджують, що люди повинні з вдячністю пам'ятати, що Бог любить їх, як показано у створенні; вони повинні визнати, що життя певним чином є даром, а не простою річчю, яку людина може вимагати як свою виключну власність.
Плідність, а не тільки продуктивністьБути плідними означає давати можливість іншим любити і бути коханими. Хоча продуктивність є цінною, корисною і необхідною, вона повинна бути спрямована на повагу і любов до людини — навіть якщо це займає більше часу, вимагає терпіння і співпраці з іншими, і цінується, а не вимірюється. Кожен акт служіння є свідченням цінності людської особи і, таким чином, сприяє прогресу всього людства.
Фертильність, а не безпліддяБагато нових феміністок стверджують, що фертильність — це природний, здоровий біологічний процес, а не хвороба, від якої жінкам потрібно приймати таблетки, щоб вилікуватися. Якщо жінки поважають свою плідність — свій потенціал для фізичного та духовного материнства, вони вимагають поваги з боку інших і заперечують, що їхню сексуальність можна звести до самозадоволення. Це знецінення сексуальності відбувається при використанні контрацептивів. Таким чином, переважна більшість нових феміністок обговорюють духовні, емоційні та фізичні переваги для чоловіків і жінок від дотримання природного планування сім'ї замість використання контрацепції.

### Прихильники
До сучасних прихильниць та прихильників зараховують таких осіб як Піа де Соленні, Джанет Е. Сміт, Катріну Зено, Елізабет Фокс-Дженовезе, Р. Мері Леммонс, Колін Керролл Кемпбелл, Мері Бет Боначчі, Сестру Пруденс Аллен, Алісу фон Гільдебранд, Кімберлі Ган, Гелен Альваре, Дорінду С. Бордлі, Еріка Бачіочі та Мері Еллен Борк. Роботи попередніх католицьких мислителів та мислительок про маскулінність і фемінність, таких як Гільдеґарда Бінгенська, Едіт Штайн і Елізабет Анскомб, нещодавно також стали впливовими на розвиток нового фемінізму. Незважаючи на те, що в першу чергу цей рух був заснований Іваном Павлом II, цей рух також включає видатних некатоличок, таких як єврейська письменниця Венді Шаліт і протестантська активістка Енола Ейрд.

## Критика
Феміністки інших напрямків стверджують, що новий фемінізм є створеним патріархальною структурою для власних інтересів. Як прокоментувала сестра милосердя Мері Аквін О'Ніл, директорка теологічного центру Маунт-Агнес для жінок у Балтиморі, «це завжди означатиме, що чоловіки визначають жінок і розповідають жінкам, як це, бути жінкою». За цією точкою зору, доки жінки не стануть членами цього вищого органу влади, вони ніколи не зможуть приймати авторитетні рішення щодо своїх перспектив, оскільки вони виключені з голосування. Критикині стверджують, що жоден рух, який виступає проти абортів і контролю фертильності у формі штучної контрацепції, не може бути позитивним для жінок, і що новий фемінізм є формою гендерного або біологічного детермінізму, який можна розглядати як старі упередження в новому вигляді.
Це сучасне використання нового фемінізму Католицькою Церквою намагається відійти від традиційних настроїв Католицької енциклопедії 1912 року про те, що жінки та чоловіки не належать разом у політичній, економічній та соціальній сферах. Ніколи не було з'ясовано, чому були зроблені ці зміни, і Святий Престол все ще дотримувався багатьох передумов, які поділяли ті самі антропологічні аргументи Католицької енциклопедії 1912 року. Ще одна критика нового фемінізму полягає в тому, що позиції папи Івана Павла II можна занадто легко пов'язати з більш традиційними католицькими вченнями. Це може призвести до збереження світогляду, який заперечує здатність чоловіків і жінок успішно працювати разом у професійному та/або соціальному середовищі.

## Подальше читання
- Women in Christ: Toward a New Feminism. Edited by Michele M. Schumacher. Cambridge, UK: Wm B. Eerdmans Publishing Co., 2004.
- Woman as Prophet in the Home and the World: Interdisciplinary Studies. Edited by R. Mary Hayden Lemmons . Lanham: Lexington Books, 2016.
- The Theology of the Body: Human Love in the Divine Plan by John Paul II. Foreword by John Grabowski. Boston: Daughters of St. Paul, 1997.
- «Feminism is Not the Story of My Life» by Elizabeth Fox-Genovese
- Every Woman's Journey: Answering «Who Am I?» For the Feminine Heart by Katrina J. Zeno
- God's Call to Women: Messages of Wisdom and Inspiration, Edited by Christine Anne Mugridge. Ann Arbor: Servant Publications, 2003.
- Essays on Woman by Edith Stein (Sister Teresa Benedicta of the Cross Discalced Carmelite). 2nd ed. Translated by Freda Mary Oben. Washington DC: Institute of Carmelite Studies Publications, 1996.
- Wings & Dreams: 4 Elements of a New Feminism (Sophia Sirius Publishing) 2009. 1st Edition